# Liste der Kulturdenkmale in Schleusingen
Die Liste der Kulturdenkmale in Schleusingen umfasst die als Ensembles, Einzeldenkmale und Bodendenkmale erfassten Kulturdenkmale in der thüringischen Gemeinde Schleusingen und ihrer Ortsteile (Stand: 11. Februar 2025).
Die Angaben in der Liste ersetzen nicht die rechtsverbindliche Auskunft der zuständigen Denkmalschutzbehörde.

## Legende
- Bild: zeigt ein Bild des Kulturdenkmals und gegebenenfalls einen Link zu weiteren Fotos des Kulturdenkmals im Medienarchiv Wikimedia Commons
- Bezeichnung: Name, Bezeichnung oder die Art des Kulturdenkmals
- Lage: Wenn vorhanden Straßenname und Hausnummer des Kulturdenkmals; Grundsortierung der Liste erfolgt nach dieser Adresse. Der Link Karte führt zu verschiedenen Kartendarstellungen und nennt die Koordinaten des Kulturdenkmals.
 Kartenansicht, um Koordinaten zu setzen – in dieser Kartenansicht sind Kulturdenkmale ohne Koordinaten mit einem roten bzw. orangen Marker dargestellt und können in der Karte gesetzt werden. Kulturdenkmale ohne Bild sind mit einem blauen bzw. roten Marker gekennzeichnet, Kulturdenkmale mit Bild mit einem grünen bzw. orangen Marker.
- Datierung: gibt das Jahr der Fertigstellung beziehungsweise das Datum der Erstnennung oder den Zeitraum der Errichtung an
- Beschreibung: bauliche und geschichtliche Einzelheiten des Kulturdenkmals, vorzugsweise die Denkmaleigenschaften
- ID: Die ID identifiziert das Kulturdenkmal eindeutig. In Thüringen sind aktuell keine IDs veröffentlicht. In der ID-Spalte kann sich auch folgendes Icon  befinden, dies führt zu Angaben zu diesem Kulturdenkmal bei Wikidata.

## Ensemble

### Erlau
| Bild | Bezeichnung               | Lage                                                                 | Datierung | Beschreibung | ID |
| ---- | ------------------------- | -------------------------------------------------------------------- | --------- | ------------ | -- |
| BW   | Siedlung Querstraße       | Querstraße 1, 3 Flur 9 / Flurstück(e) 20/1, 21/1 (Karte)             |           |              |    |
| BW   | Siedlung Wasserwerkstraße | Wasserwerkstraße 2, 3, 4 Flur 10 / Flurstück(e) 58/1, 62, 63 (Karte) |           |              |    |

### Hinternah
| Bild | Bezeichnung                                    | Lage | Datierung | Beschreibung | ID |
| --- | ---------------------------------------------- | --- | --------- | ------------ | -- |
| [[Vorlage:Bilderwunsch/code!/O:!/C:50.51855,10.792683!/D:An der Nahe 2; Zur Kirche 10, 11 Flur 2 / Flurstück(e) 97; Flur 4 / Flurstück(e) 25, 27, 28, 29, 30 / 1, 30 / 2, 31, 32, 33, 34 / 1, 34 / 2, 35 / 1, 36, 37, 38, 39, 192 / 3, 192 / 4, 193 / 1, 194 / 1, 194 / 2, Historischer Ortskern!/\|BW]] | Historischer Ortskern                          | An der Nahe 2; Zur Kirche 10, 11 Flur 2 / Flurstück(e) 97; Flur 4 / Flurstück(e) 25, 27, 28, 29, 30 / 1, 30 / 2, 31, 32, 33, 34 / 1, 34 / 2, 35 / 1, 36, 37, 38, 39, 192 / 3, 192 / 4, 193 / 1, 194 / 1, 194 / 2 (Karte) |           |              |    |
| BW | Brandsköppshaus, Alte Schule und Kleine Schule | Alte Hauptstraße 18, 20; Springelbacher Weg 2 Flur 4 / Flurstück(e) 279/2, 307/1, 307/3, 307/4, 308/1, 308/3, 308/7, 308/8, 308/9 (Karte)                                                                                |           |              |    |
| BW | Häusergruppe                                   | Zur Kirche unterhalb der Kirche Flur 4 / Flurstück(e) 31, 32, 36, 38, 39 (Karte) |           |              |    |

### Rappelsdorf
| Bild | Bezeichnung  | Lage                                                                                           | Datierung | Beschreibung | ID |
| ---- | ------------ | ---------------------------------------------------------------------------------------------- | --------- | ------------ | -- |
| BW   | Kellerhäuser | Am Wilhelmsgarten o. Nr. Flur 7 / Flurstück(e) 44, 45, 46, 47, 48, 49, 50, 51, 52, 102 (Karte) |           |              |    |

### Ratscher
| Bild | Bezeichnung | Lage                                                          | Datierung | Beschreibung | ID |
| ---- | ----------- | ------------------------------------------------------------- | --------- | ------------ | -- |
| BW   | Tränke      | Ratschner Anger o. Nr. In der Ortsmitte (Karte)               |           |              |    |
| BW   | Gehöft      | Ratschner Anger 20, 22 Flur 3 / Flurstück(e) 114, 115 (Karte) |           |              |    |

### Schleusingen
| Bild                           | Bezeichnung  | Lage                                                       | Datierung | Beschreibung | ID |
| ------------------------------ | ------------ | ---------------------------------------------------------- | --------- | ------------ | -- |
| BW                             | Ensemble     | Johanniskirchplatz 1, 2, 3, 4, 5, 6 (Karte)                |           |              |    |
| BW                             | Ensemble     | Kirchstraße (Karte)                                        |           |              |    |
| BW                             | Ensemble     | Münzgasse (Karte)                                          |           |              |    |
| BW                             | Ensemble     | Nahegasse (Karte)                                          |           |              |    |
| BW                             | Schmuckplatz | Schmuckplatz o. Nr. Flur 10 / Flurstück(e) 279/162 (Karte) |           |              |    |
| weitere Bilder Fotos hochladen | Stadtmauer   | (Karte)                                                    |           |              |    |

## Einzeldenkmale

### Altendambach
| Bild                           | Bezeichnung                                  | Lage                                               | Datierung | Beschreibung | ID |
| ------------------------------ | -------------------------------------------- | -------------------------------------------------- | --------- | ------------ | -- |
| weitere Bilder Fotos hochladen | Wohnhaus                                     | Dambachtal 101 Flur 5 / Flurstück(e) 102/6 (Karte) |           |              |    |
| BW                             | Wohnhaus mit Linde                           | Dambachtal 28 Flur 6 / Flurstück(e) 112/2 (Karte)  |           |              |    |
| BW                             | Wohnhaus mit Wirtschaftsgebäude              | Dambachtal 55 Flur 5 / Flurstück(e) 27 (Karte)     |           |              |    |
| BW                             | Kirche mit Ausstattung / Evangelische Kirche | Dambachtal 75 Flur 5 / Flurstück(e) 39 (Karte)     |           |              |    |
| BW                             | Forsthaus                                    | Dambachtal 84 Flur 5 / Flurstück(e) 129/4 (Karte)  |           |              |    |

### Breitenbach
| Bild | Bezeichnung  | Lage | Datierung | Beschreibung | ID |
| ---- | ------------ | --- | --------- | ------------ | -- |
| BW   | Kellerhaus   | An der Heide 1; Zum Vessertal Flur 5 / Flurstück(e) 2, 3, 4, 5, 6, 7, 8, 9,10, 60, 61, 62, 83/65 (Karte) |           |              |    |
| BW   | Gemeindehaus | Zum Vessertal 100 Flur 2 / Flurstück(e) 50 (Karte)                                                       |           |              |    |
| BW   | Wohnhaus     | Zum Vessertal 138 Flur 4 / Flurstück(e) 14/2 (Karte)                                                     |           |              |    |

### Erlau
| Bild | Bezeichnung                      | Lage                                                                                       | Datierung | Beschreibung | ID |
| ---- | -------------------------------- | ------------------------------------------------------------------------------------------ | --------- | ------------ | -- |
| BW   | Mühle                            | Alte Poststraße 6 Flur 9 / Flurstück(e) 12/2 (Karte)                                       |           |              |    |
| BW   | Ehemalige Försterei              | Alte Poststraße 7 Flur 9 / Flurstück(e) 105/61 (Karte)                                     |           |              |    |
| BW   | Ehemaliger Bahnhof               | Alter Bahnhof 4 Flur 5 / Flurstück(e) 57/11 (Karte)                                        |           |              |    |
| BW   | Gefallenendenkmal mit Grünanlage | Erlauer Hauptstraße o. Nr. Vor Erlauer Hauptstraße 56 Flur 4 / Flurstück(e) 223/88 (Karte) |           |              |    |
| BW   | Gasthof Zur Erholung             | Erlauer Hauptstraße 20 Flur 10 / Flurstück(e) 75/2 (Karte)                                 |           |              |    |
| BW   | Wohnhaus                         | Erlauer Hauptstraße 62 Flur 4 / Flurstück(e) 117/17 (Karte)                                |           |              |    |
| BW   | Gasthaus Zur Grünen Erle         | Erlauer Hauptstraße 69, 71 Flur 9 / Flurstück(e) 26 (Karte)                                |           |              |    |
| BW   | Gießhalle                        | Hüttenweg 4 Flur 4 / Flurstück(e) 63/1 (Karte)                                             |           |              |    |
| BW   | Wohnhaus                         | Kirchweg 6 Flur 11 / Flurstück(e) 16/5 (Karte)                                             |           |              |    |
| BW   | Wohnhaus mit Altenteil           | Querstraße 3 Flur 9 / Flurstück(e) 20/1 (Karte)                                            |           |              |    |

### Gethles
| Bild                                    | Bezeichnung                                       | Lage                                                 | Datierung | Beschreibung | ID |
| --------------------------------------- | ------------------------------------------------- | ---------------------------------------------------- | --------- | ------------ | -- |
| BW                                      | Wohnhaus mit Ausstattung, Garten und Nebengebäude | Dorfplatz 11 Flur 3 / Flurstück(e) 29 / 2 (Karte)    |           |              |    |
| BW                                      | Gehöft                                            | Dorfplatz 2 Flur 3 / Flurstück(e) 55 / 1 (Karte)     |           |              |    |
| BW                                      | Gehöft und Garten                                 | Dorfplatz 4 Flur 3 / Flurstück(e) 31/3, 36/3 (Karte) |           |              |    |
| BW                                      | Wohnhaus mit Wirtschaftsgebäude                   | Dorfplatz 5 Flur 3 / Flurstück(e) 48 (Karte)         |           |              |    |
| BW                                      | Schmiede mit Ausstattung                          | Dorfplatz 6 Flur 3 / Flurstück(e) 45 (Karte)         |           |              |    |
| BW                                      | Gehöft                                            | Hauptstraße 16 Flur 3 / Flurstück(e) 3 / 1 (Karte)   |           |              |    |
| BW                                      | Gemeindebibliothek                                | Hauptstraße 18 Flur 3 / Flurstück(e) 9 / 3 (Karte)   |           |              |    |
| BW                                      | Gehöft                                            | Hauptstraße 20 Flur 3 / Flurstück(e) 19 / 1 (Karte)  |           |              |    |
| BW                                      | Gehöft                                            | Hauptstraße 21 Flur 3 / Flurstück(e) 20 (Karte)      |           |              |    |
| Direkt Bild zu diesem Denkmal hochladen | Wohnhaus mit Ausstattung                          | Hauptstraße 22 Flur 3 / Flurstück(e) 72 / 3          |           |              |    |
| Direkt Bild zu diesem Denkmal hochladen | Kellerhaus                                        | Ecke Beckergasse/Wassergasse                         |           |              |    |

### Heckengereuth
| Bild                                    | Bezeichnung              | Lage                                          | Datierung | Beschreibung | ID |
| --------------------------------------- | ------------------------ | --------------------------------------------- | --------- | ------------ | -- |
| Direkt Bild zu diesem Denkmal hochladen | Brunnen / Dorfbrunnen    | Dorfstraße Flur 2 / Flurstück(e) 231          |           |              |    |
| Direkt Bild zu diesem Denkmal hochladen | Gemeindehaus             | Dorfstraße 12 Flur 2 / Flurstück(e) 231       |           |              |    |
| Direkt Bild zu diesem Denkmal hochladen | Wohnhaus mit Ausstattung | Dorfstraße 4a Flur 1 / Flurstück(e) 296 / 183 |           |              |    |

### Hinternah
| Bild                                    | Bezeichnung                                               | Lage                                                                         | Datierung | Beschreibung | ID |
| --------------------------------------- | --------------------------------------------------------- | ---------------------------------------------------------------------------- | --------- | ------------ | -- |
| BW                                      | Kellerhaus                                                | Alte Hauptstraße 61 Flur 4 / Flurstück(e) 81 (Karte)                         |           |              |    |
| BW                                      | Gehöft                                                    | Alte Hauptstraße 78 Flur 4 / Flurstück(e) 85 (Karte)                         |           |              |    |
| BW                                      | Mühle                                                     | Alte Hauptstraße 80 Flur 4 / Flurstück(e) 572 / 84 (Karte)                   |           |              |    |
| Direkt Bild zu diesem Denkmal hochladen | Gefallenendenkmal und Grünanlage                          | Dorfstraße o. Nr. Flur 5 / Flurstück(e) 111                                  |           |              |    |
| Direkt Bild zu diesem Denkmal hochladen | Gefallenendenkmal                                         | Silbachsweg Flur 2 / Flurstück(e) 229 / 57                                   |           |              |    |
| Direkt Bild zu diesem Denkmal hochladen | Brunnen / Dorfbrunnen                                     | Springelbacher Weg hinter Haus Nr. 2 Flur 8 / Flurstück(e) 129 / 1           |           |              |    |
| Fotos hochladen                         | Wohnhaus                                                  | Springelbacher Weg 2 Flur 4 / Flurstück(e) 307/4, 516/307, 519/308 (Karte)   |           |              |    |
| BW                                      | Schleusinger Wassergraben                                 | Weinbergstraße o. Nr. Flur 15 / Flurstück(e) 163/5 (Karte)                   |           |              |    |
| BW                                      | Forsthaus                                                 | Weinbergstraße 1 Flur 15 / Flurstück(e) 99 (Karte)                           |           |              |    |
| weitere Bilder Fotos hochladen          | Kirche mit Ausstattung und Kirchhof / Evangelische Kirche | Zur Kirche o. Nr. Flur 2 / Flurstück(e) 97; Flur 4 / Flurstück(e) 27 (Karte) |           |              |    |
| BW                                      | Handpumpe                                                 | Zur Kirche 11 Flur 11 / Flurstück(e) 29 (Karte)                              |           |              |    |
| Direkt Bild zu diesem Denkmal hochladen | Brunnen / Dorfbrunnen                                     | am 'Bauernhaus'                                                              |           |              |    |

### Hirschbach
| Bild                           | Bezeichnung                                  | Lage                                                                                  | Datierung | Beschreibung | ID |
| ------------------------------ | -------------------------------------------- | ------------------------------------------------------------------------------------- | --------- | ------------ | -- |
| weitere Bilder Fotos hochladen | Kirche mit Ausstattung / Evangelische Kirche | Im Erletal 1 Flur 11 / Flurstück(e) 36 (Karte)                                        |           |              |    |
| BW                             | Aussichtsturm / Adlersbergturm               | Im Waldgebiet, nordöstlich der Talsperre Erletor. Flur 5 / Flurstück(e) 34/16 (Karte) |           |              |    |

### Oberrod
| Bild                           | Bezeichnung          | Lage                                                                                   | Datierung | Beschreibung    | ID |
| ------------------------------ | -------------------- | -------------------------------------------------------------------------------------- | --------- | --------------- | -- |
| BW                             | Backhaus             | Schleusinger Straße -Ecke Wiedersbacher Straße Flur 1 / Flurstück(e) 541 / 464 (Karte) |           |                 |    |
| BW                             | Brunnen              | Schleusinger Straße Ecke Wiedersbacher Straße Flur 1 / Flurstück(e) 464 / 2 (Karte)    |           |                 |    |
| weitere Bilder Fotos hochladen | Kapelle St. Wolfgang | Schleusinger Straße o. Nr. Flur 1 / Flurstück(e) 338 (Karte)                           |           | mit Ausstattung |    |

### Rappelsdorf
| Bild                                    | Bezeichnung                                                             | Lage                                                               | Datierung | Beschreibung | ID |
| --------------------------------------- | ----------------------------------------------------------------------- | ------------------------------------------------------------------ | --------- | ------------ | -- |
| BW                                      | Mühle mit Ausstattung, Nebengebäude, Mühlenkanal, Schleuse / Alte Mühle | Alte Dorfstraße 25 Flur 6 / Flurstück(e) 205/1, 205/2, 206 (Karte) |           |              |    |
| BW                                      | Gemeindeamt                                                             | Alte Dorfstraße 3 Flur 6 / Flurstück(e) 98 (Karte)                 |           |              |    |
| BW                                      | Gefallenendenkmal und Grünfläche                                        | Am Denkmal o. Nr. Flur 4 / Flurstück(e) 327 (Karte)                |           |              |    |
| Direkt Bild zu diesem Denkmal hochladen | Saalgebäude mit Grundstück / der ehem. Gaststätte 'Zur Grünen Aue'      | An der Todtenlache 2 auf den Biegewiesen Flur 3 / Flurstück(e) 430 |           |              |    |

### Ratscher
| Bild                                    | Bezeichnung                                            | Lage                                                                       | Datierung | Beschreibung | ID |
| --------------------------------------- | ------------------------------------------------------ | -------------------------------------------------------------------------- | --------- | ------------ | -- |
| Direkt Bild zu diesem Denkmal hochladen | Feuerwehrgerätehaus                                    | Ratschner Anger o. Nr. Flur 3 / Flurstück(e) 141                           |           |              |    |
| Fotos hochladen                         | Gemeindehaus                                           | Ratschner Anger 24 Flur 3 / Flurstück(e) 381 / 117 (Karte)                 |           |              |    |
| BW                                      | Gehöft                                                 | Ratschner Anger 26 Flur 3 / Flurstück(e) 158 (Karte)                       |           |              |    |
| BW                                      | Gemeindesaal mit Ausstattung                           | Ratschner Anger 28 Flur 3 / Flurstück(e) 857/119, 593/107, 594/106 (Karte) |           |              |    |
| BW                                      | Gasthof mit Ausstattung und Nebengebäude / Dorfgasthof | Ratschner Anger 6 Flur 3 / Flurstück(e) 527/105 (Karte)                    |           |              |    |

### Schleusingen
| Bild                                    | Bezeichnung                                                                 | Lage | Datierung | Beschreibung                                                                                | ID |
| --------------------------------------- | --------------------------------------------------------------------------- | --- | --------- | ------------------------------------------------------------------------------------------- | -- |
| Fotos hochladen                         | Nahebrücke mit Uferbebauung                                                 | Alte Burgstraße o. Nr.; Gartenstraße; Zeile Flur 19 / Flurstück(e) 113/2 (Karte)                            |           |                                                                                             |    |
| Fotos hochladen                         | Wohnhaus mit Wirtschaftstrakt und Ausstattung                               | Alte Burgstraße 9 Flur 19 / Flurstück(e) 2 (Karte)                                                          |           |                                                                                             |    |
| Direkt Bild zu diesem Denkmal hochladen | Gartentorpfeiler                                                            | Am Kindergarten 2                                                                                           |           |                                                                                             |    |
| Direkt Bild zu diesem Denkmal hochladen | Villa                                                                       | Am Kindergarten 7 Flur 13 / Flurstück(e) 21 / 2                                                             |           | mit Ausstattung und Einfriedung                                                             |    |
| Fotos hochladen                         | Wohnhaus                                                                    | Bertholdstraße 3 Flur 16 / Flurstück(e) 100 (Karte)                                                         |           |                                                                                             |    |
| Fotos hochladen                         | Wohnhaus mit Grundstück                                                     | Bertholdstraße 6 Flur 16 / Flurstück(e) 85 (Karte)                                                          |           |                                                                                             |    |
| Fotos hochladen                         | Wohnhaus mit Ausstattung, Hof und Nebengebäude                              | Bertholdstraße 8 Flur 16 / Flurstück(e) 82 (Karte)                                                          |           |                                                                                             |    |
| Fotos hochladen                         | Wohn- und Geschäftshaus mit Nebengebäude und Ausstattung                    | Bertholdstraße 9 Flur 16 / Flurstück(e) 103 (Karte)                                                         |           |                                                                                             |    |
| Fotos hochladen                         | Wohn- und Geschäftshaus                                                     | Bertholdstraße 17 Flur 16 / Flurstück(e) 35 (Karte)                                                         |           | mit Ausstattung                                                                             |    |
| Fotos hochladen                         | Wohn- und Geschäftshaus                                                     | Bertholdstraße 19 Flur 16 / Flurstück(e) 37 / 2 (Karte)                                                     |           |                                                                                             |    |
| BW                                      | Wohnhaus                                                                    | Bertholdstraße 22 (Karte)                                                                                   |           | Durch Neubau ersetzt worden                                                                 |    |
| Fotos hochladen                         | Denkmal für die Gefallenen des Krieges 1870/1871                            | Burgstraße o. Nr. am Schloß Flur 17 / Flurstück(e) 62 (Karte)                                               |           | mit Treppe und Grünzone                                                                     |    |
| Fotos hochladen                         | Wohn- und Geschäftshaus                                                     | Burgstraße 1 (Karte)                                                                                        |           | mit Ausstattung                                                                             |    |
| Fotos hochladen                         | Wohnhaus, ehemals Bäckerei Stockmar                                         | Burgstraße 3 Flur 19 / Flurstück(e) 34 / 2 (Karte)                                                          |           | mit Ausstattung                                                                             |    |
| BW                                      | Nebengebäude                                                                | Burgstraße 3 Flur 19 / Flurstück(e) 34 / 2 (Karte)                                                          |           |                                                                                             |    |
| weitere Bilder Fotos hochladen          | Schloss Bertholdsburg                                                       | Burgstraße 6 Flur 17 / Flurstück(e) 79/3, 79/9, 80, 81/2 (Karte)                                            |           |                                                                                             |    |
| BW                                      | Schlossgarten                                                               | Burgstraße 6 Flur 17 / Flurstück(e) 79/3, 79/9, 80, 81/2 (Karte)                                            |           |                                                                                             |    |
| Fotos hochladen                         | Wohn- und Geschäftshaus, sogenanntes Freyberg'sches Haus                    | Burgstraße 9 Flur 19 / Flurstück(e) 31 (Karte)                                                              |           | mit Ausstattung                                                                             |    |
| Fotos hochladen                         | Wohn- und Geschäftshaus Adler-Apotheke                                      | Burgstraße 11 Flur 19 / Flurstück(e) 152/30 (Karte)                                                         |           | mit Ausstattung                                                                             |    |
| BW                                      | Nebengebäude                                                                | Burgstraße 11 Flur 19 / Flurstück(e) 152/30 (Karte)                                                         |           |                                                                                             |    |
| Fotos hochladen                         | Wohnhaus                                                                    | Christian-Junker-Straße 1 Flur 13 / Flurstück(e) 9 (Karte)                                                  |           | mit Ausstattung                                                                             |    |
| BW                                      | Vorgarten                                                                   | Christian-Junker-Straße 1 Flur 13 / Flurstück(e) 9 (Karte)                                                  |           |                                                                                             |    |
| BW                                      | Hof                                                                         | Christian-Junker-Straße 1 Flur 13 / Flurstück(e) 9 (Karte)                                                  |           |                                                                                             |    |
| Fotos hochladen                         | Nebengebäude                                                                | Christian-Junker-Straße 1 Flur 13 / Flurstück(e) 9 (Karte)                                                  |           |                                                                                             |    |
| BW                                      | Umfriedung                                                                  | Christian-Junker-Straße 1 Flur 13 / Flurstück(e) 9 (Karte)                                                  |           |                                                                                             |    |
| weitere Bilder Fotos hochladen          | Wiesenbauschule/Kulturbauschule/Stadtbibliothek                             | Christian-Junker-Straße 2 Flur 13 / Flurstück(e) 6 / 1 (Karte)                                              |           | mit Ausstattung und Grünzone                                                                |    |
| BW                                      | Umfriedung                                                                  | Christian-Junker-Straße 2 Flur 13 / Flurstück(e) 6 / 1 (Karte)                                              |           |                                                                                             |    |
| Fotos hochladen                         | Wohnhaus mit Ausstattung, Garten und Umfriedung                             | Christian-Junker-Straße 3 Flur 13 / Flurstück(e) 10 (Karte)                                                 |           |                                                                                             |    |
| Fotos hochladen                         | Wilhelm-Augusta-Stift                                                       | Eisfelder Straße 1 Flur 20 / Flurstück(e) 63 / 1 (Karte)                                                    |           |                                                                                             |    |
| Fotos hochladen                         | Nebengebäude                                                                | Eisfelder Straße 1 Flur 20 / Flurstück(e) 63 / 1 (Karte)                                                    |           |                                                                                             |    |
| Fotos hochladen                         | Wohn- und Geschäftshaus / Teil des Künstlerhofes 'Roter Ochse'              | Elisabethstraße o. Nr. Flur 16 / Flurstück(e) 112 (Karte)                                                   |           |                                                                                             |    |
| Fotos hochladen                         | Wohnhaus                                                                    | Hainstraße 13 Flur 15 / Flurstück(e) 79 / 12 (Karte)                                                        |           |                                                                                             |    |
| weitere Bilder Fotos hochladen          | Gottesacker- oder Kreuzkirche                                               | Ilmenauer Straße o. Nr. Flur 14 / Flurstück(e) 7, 28/5 (Karte)                                              |           | mit Ausstattung                                                                             |    |
| weitere Bilder Fotos hochladen          | Friedhof                                                                    | Ilmenauer Straße o. Nr. Flur 14 / Flurstück(e) 7, 28/5 (Karte)                                              |           |                                                                                             |    |
| Fotos hochladen                         | Leichenhalle                                                                | Ilmenauer Straße o. Nr. Flur 14 / Flurstück(e) 7, 28/5 (Karte)                                              |           |                                                                                             |    |
| Fotos hochladen                         | Gartentor                                                                   | Jägerhausstraße (Karte)                                                                                     |           | westlich der Jägerhauses                                                                    |    |
| Fotos hochladen                         | Hausmarke                                                                   | Jägerhausstraße 2 (Karte)                                                                                   |           |                                                                                             |    |
| weitere Bilder Fotos hochladen          | Wohnhaus mit Ausstattung und Grünfläche, sogenanntes Jägerhaus              | Jägerhausstraße 11 (in Denkmalliste: Königstraße 15) Flur 16 / Flurstück(e) 6 (Karte)                       |           |                                                                                             |    |
| weitere Bilder Fotos hochladen          | Evangelische Kirche St. Mariä und St. Johannis, Ägidienkapelle              | Johanniskirchplatz 1 Flur 17 / Flurstück(e) 47 (Karte)                                                      |           | mit Ausstattung und Taufkapelle                                                             |    |
| Fotos hochladen                         | Posthalterei mit Nebengebäude                                               | Juttastraße 6 Flur 16 / Flurstück(e) 32 (Karte)                                                             |           |                                                                                             |    |
| Fotos hochladen                         | Wohn- und Geschäftshaus mit Ausstattung und Hof                             | Kirchstraße 2 Flur 17 / Flurstück(e) 28 (Karte)                                                             |           |                                                                                             |    |
| Fotos hochladen                         | Wohnhaus                                                                    | Kirchstraße 4 (Karte)                                                                                       |           |                                                                                             |    |
| Fotos hochladen                         | Wappen                                                                      | Kirchstraße 10 (Karte)                                                                                      |           |                                                                                             |    |
| Fotos hochladen                         | Wohnhaus mit Nebengebäude, Ausstattung und Hof                              | Kirchstraße 14 Flur 17 / Flurstück(e) 35 (Karte)                                                            |           |                                                                                             |    |
| Fotos hochladen                         | Wohnhaus mit Nebengebäude und Hof                                           | Kirchstraße 18 Flur 17 / Flurstück(e) 37 / 2 (Karte)                                                        |           |                                                                                             |    |
| Fotos hochladen                         | Schleusinger Wassergraben                                                   | Klosterstraße etc. o. Nr. (Karte)                                                                           |           |                                                                                             |    |
| Fotos hochladen                         | Brunnentrog                                                                 | Klosterstraße o. Nr.                                                                                        |           |                                                                                             |    |
| Fotos hochladen                         | Haustür                                                                     | Klosterstraße 19 (Karte)                                                                                    |           |                                                                                             |    |
| weitere Bilder Fotos hochladen          | Schule mit Turnhalle und Umfriedung / Hennebergisches Gymnasium Georg Ernst | Klosterstraße 2, 2 a, 4; Poststraße Flur 16 / Flurstück(e) 86; Flur 20 / Flurstück(e) 128/6, 107/76 (Karte) | 1577      |                                                                                             |    |
| Fotos hochladen                         | Wohn- und Geschäftshaus                                                     | Klosterstraße 27 Flur 16 / Flurstück(e) 59 (Karte)                                                          |           |                                                                                             |    |
| Fotos hochladen                         | Wohn- und Geschäftshaus                                                     | Klosterstraße 29, 31 Flur 16 / Flurstück(e) 47 (Karte)                                                      |           |                                                                                             |    |
| Fotos hochladen                         | Turm / Stadtturm                                                            | Klosterstraße 8 (Karte)                                                                                     |           |                                                                                             |    |
| BW                                      | Keller                                                                      | Königstraße gegenüber Gasthaus Zur Sonne Flur 15 / Flurstück(e) 38 / 2 (Karte)                              |           |                                                                                             |    |
| Fotos hochladen                         | Gasthaus / Zur Sonne                                                        | Königstraße 1 Flur 16 / Flurstück(e) 215 / 44 (Karte)                                                       |           |                                                                                             |    |
| Fotos hochladen                         | Platzpflaster                                                               | Markt o. Nr. (Karte)                                                                                        |           |                                                                                             |    |
| Fotos hochladen                         | Brunnen / Marktbrunnen                                                      | Markt o. Nr. Flur 16 / Flurstück(e) 160 (Karte)                                                             |           |                                                                                             |    |
| Fotos hochladen                         | Haustür                                                                     | Markt 1 (Karte)                                                                                             |           |                                                                                             |    |
| Fotos hochladen                         | Wohnhaus / ehem. Cafe Beck                                                  | Markt 11 Flur 17 / Flurstück(e) 49 (Karte)                                                                  |           |                                                                                             |    |
| Fotos hochladen                         | Wohnhaus mit Ausstattung                                                    | Markt 12 Flur 17 / Flurstück(e) 48 (Karte)                                                                  |           |                                                                                             |    |
| Fotos hochladen                         | Wohnhaus                                                                    | Markt 19 (Karte)                                                                                            |           |                                                                                             |    |
| Fotos hochladen                         | Wohn- und Geschäftshaus                                                     | Markt 2 Flur 20 / Flurstück(e) 112 / 4 (Karte)                                                              |           |                                                                                             |    |
| Fotos hochladen                         | Wohn- und Geschäftshaus                                                     | Markt 20 Flur 16 / Flurstück(e) 114 (Karte)                                                                 |           |                                                                                             |    |
| Fotos hochladen                         | Wohnhaus / ehem. Hotel Grüner Baum                                          | Markt 21 Flur 16 / Flurstück(e) 115 (Karte)                                                                 |           |                                                                                             |    |
| Fotos hochladen                         | Kopfkonsole                                                                 | Markt 22 (Karte)                                                                                            |           |                                                                                             |    |
| Fotos hochladen                         | Wohn- und Geschäftshaus                                                     | Markt 23 Flur 16 / Flurstück(e) 91 / 1 (Karte)                                                              |           | Neubau von 2015                                                                             |    |
| Fotos hochladen                         | Wohn- und Geschäftshaus / ehem. Gasthaus 'Pfalzburg'                        | Markt 24 (Karte)                                                                                            |           |                                                                                             |    |
| Fotos hochladen                         | Hausmarke                                                                   | Markt 3a (Karte)                                                                                            |           |                                                                                             |    |
| Fotos hochladen                         | Wohn- und Geschäftshaus                                                     | Markt 4 Flur 20 / Flurstück(e) 1 / 1 (Karte)                                                                |           |                                                                                             |    |
| Fotos hochladen                         | Wohn- und Geschäftshaus                                                     | Markt 5 Flur 19 / Flurstück(e) 41 / 1, 41 / 2 (Karte)                                                       |           |                                                                                             |    |
| Fotos hochladen                         | Wohn- und Geschäftshaus / Weißes Roß                                        | Markt 6 Flur 19 / Flurstück(e) 39 / 1, 39 / 2 (Karte)                                                       |           |                                                                                             |    |
| Fotos hochladen                         | Gasthaus / Ratsstübchen/Mönchhof                                            | Markt 7 Flur 19 / Flurstück(e) 38 (Karte)                                                                   |           |                                                                                             |    |
| Fotos hochladen                         | Wohnhaus mit Hofbebauung                                                    | Markt 8 (Karte)                                                                                             |           |                                                                                             |    |
| weitere Bilder Fotos hochladen          | Rathaus mit Ausstattung                                                     | Markt 9 Flur 17 / Flurstück(e) 52/1 (Karte)                                                                 |           |                                                                                             |    |
| Fotos hochladen                         | Wohn- und Geschäftshaus                                                     | Münzgasse 17 Flur 16 / Flurstück(e) 26 (Karte)                                                              |           |                                                                                             |    |
| Fotos hochladen                         | Portal                                                                      | Pförtchen 14 (Karte)                                                                                        |           |                                                                                             |    |
| Fotos hochladen                         | Gedenkstein mit Grünfläche                                                  | Prof.-Franke-Platz o. Nr. Flur 16 / Flurstück(e) 155 (Karte)                                                |           |                                                                                             |    |
| Fotos hochladen                         | Villa mit Grundstück und Einfriedung                                        | Prof.-Franke-Weg 1 Flur 13 / Flurstück(e) 21/2 (Karte)                                                      |           |                                                                                             |    |
| Fotos hochladen                         | Gehöft / Rindermannshof                                                     | Rindermannshof 1 Flur 9 / Flurstück(e) 56 / 4; Flur 9 / Flurstück(e) 56 / 4 (Karte)                         |           |                                                                                             |    |
| Fotos hochladen                         | Wohn- und Geschäftshaus mit Nebengebäuden, Grundstück und Einfriedung       | Schleusinger Bahnhofstraße 7 Flur 18 / Flurstück(e) 41 (Karte)                                              |           |                                                                                             |    |
| Fotos hochladen                         | Wohnhaus mit Ausstattung und Hofdurchfahrt                                  | Schloßstraße 16 Flur 18 / Flurstück(e) 8 (Karte)                                                            |           |                                                                                             |    |
| Fotos hochladen                         | Mühle mit Ausstattung und Nebengebäude / Kehrsmühle/Untere Mühle            | Schloßstraße 25 Flur 18 / Flurstück(e) 38 (Karte)                                                           |           |                                                                                             |    |
| Fotos hochladen                         | Ehrenmal mit Treppe / Opfer-des Faschismus-Ehrenmal                         | Schmuckplatz o. Nr. Flur 10 / Flurstück(e) 279/162 (Karte)                                                  |           |                                                                                             |    |
| Fotos hochladen                         | Gedenkstein / Baeckerstein                                                  | Schmuckplatz o. Nr. Flur 10 / Flurstück(e) 279/162 (Karte)                                                  |           | Der Baeckerstein erinnert an Ludwig Baecker, Bürgermeister Schleusingens von 1891 bis 1913. |    |
| Fotos hochladen                         | Wohnhaus mit Ausstattung und Nebengebäude                                   | Stockelmannstraße 12 Flur 18 / Flurstück(e) 160 / 77 (Karte)                                                |           |                                                                                             |    |
| Direkt Bild zu diesem Denkmal hochladen | Portikus                                                                    | Straße der FDJ 2                                                                                            |           |                                                                                             |    |
| Fotos hochladen                         | Denkmal / für die Befreiungskriege                                          | Suhler Straße o. Nr. an der Suhler Straße, Höhe Glaswerk Flur 4 / Flurstück(e) 4/2 (Karte)                  |           |                                                                                             |    |
| weitere Bilder Fotos hochladen          | Wohnhaus mit Ausstattung, Nebengebäude, Zaun / Teutsche Schule              | Suhler Straße 11 Flur 17 / Flurstück(e) 69/2 (Karte)                                                        |           |                                                                                             |    |
| Fotos hochladen                         | Mühle / Alte Schloßmühle                                                    | Suhler Straße 4 (Karte)                                                                                     |           |                                                                                             |    |
| Fotos hochladen                         | Wohnhaus                                                                    | Walchstraße 1 (Karte)                                                                                       |           |                                                                                             |    |
| Fotos hochladen                         | Synagoge / Neue Synagoge                                                    | Walchstraße 2 Flur 16 / Flurstück(e) 53 (Karte)                                                             |           |                                                                                             |    |
| Fotos hochladen                         | Wohn- und Geschäftshaus mit Ausstattung                                     | Zeile 1 Flur 19 / Flurstück(e) 1 / 3 (Karte)                                                                |           |                                                                                             |    |
| Fotos hochladen                         | Decke                                                                       | Zeile 13 (Karte)                                                                                            |           |                                                                                             |    |
| Fotos hochladen                         | Wohnstallhaus                                                               | Zeile 26 Flur 19 / Flurstück(e) 149 / 63 (Karte)                                                            |           |                                                                                             |    |
| Fotos hochladen                         | Mühle mit Ausstattung und Nebengebäude / Vincentmühle                       | Zur Vincentmühle 15 Flur 17 / Flurstück(e) 2/2, 2/4 (Karte)                                                 |           |                                                                                             |    |
| weitere Bilder Fotos hochladen          | Friedhof / Jüdische Kultur                                                  | im Judengrund, an der Straße nach St. Kilian gelegen (Karte)                                                |           |                                                                                             |    |
| Direkt Bild zu diesem Denkmal hochladen | Gedenktafel                                                                 | im Friedenspark                                                                                             |           |                                                                                             |    |
| Fotos hochladen                         | Brunnenhaus / Schloßbrunnenhaus                                             | Friedenspark (Karte)                                                                                        |           |                                                                                             |    |
| Direkt Bild zu diesem Denkmal hochladen | Turm / Emes(?)-Turm                                                         | am Wasserwerk                                                                                               |           |                                                                                             |    |

### Schleusingerneundorf
| Bild                                    | Bezeichnung                      | Lage                                              | Datierung | Beschreibung | ID |
| --------------------------------------- | -------------------------------- | ------------------------------------------------- | --------- | ------------ | -- |
| BW                                      | Kellerhaus                       | Ellerweg 6 Flur 7 / Flurstück(e) 102, 103 (Karte) |           |              |    |
| BW                                      | Bahnhof mit Rampe und Wasserkran | Hauptstraße 1b Flur 4 / Flurstück(e) 68 (Karte)   |           |              |    |
| BW                                      | Wohnhaus                         | Hauptstraße 113 Flur 4 / Flurstück(e) 46 (Karte)  |           |              |    |
| Direkt Bild zu diesem Denkmal hochladen | Wohnhaus mit Wirtschaftstrakt    | Hauptstraße 75 Flur 6 / Flurstück(e) 95           |           |              |    |

### Silbach
| Bild                                    | Bezeichnung           | Lage                                                | Datierung | Beschreibung | ID |
| --------------------------------------- | --------------------- | --------------------------------------------------- | --------- | ------------ | -- |
| Direkt Bild zu diesem Denkmal hochladen | Brunnen / Dorfbrunnen | Dorfstraße 18A Flur 4 / Flurstück(e) 68 / 55        |           |              |    |
| BW                                      | Glockenhaus           | Dorfstraße 18A Flur 4 / Flurstück(e) 26 / 2 (Karte) |           |              |    |

### St. Kilian
| Bild                           | Bezeichnung                                                          | Lage                                                                                         | Datierung | Beschreibung | ID |
| ------------------------------ | -------------------------------------------------------------------- | -------------------------------------------------------------------------------------------- | --------- | ------------ | -- |
| BW                             | Wirtschaftshof mit Stiftsscheune                                     | An der Kirche 2 Flur 1 / Flurstück(e) 9/3 (Karte)                                            |           |              |    |
| BW                             | Pfarrhaus mit Nebengebäude und Grundstück                            | An der Kirche 6 Flur 1 / Flurstück(e) 9/2 (Karte)                                            |           |              |    |
| weitere Bilder Fotos hochladen | Kirche mit Ausstattung und Kirchhof / Evangelische Kirche St. Kilian | Breitenbacher Straße o. Nr.; Breitenbacher Straße Flur 1 / Flurstück(e) 62/9, 195/11 (Karte) |           |              |    |
| BW                             | Spital / Pfründnerhaus oder Spittel                                  | Breitenbacher Straße 3 Flur 1 / Flurstück(e) 9/6 (Karte)                                     |           |              |    |

### Waldau
| Bild | Bezeichnung                                                                                     | Lage | Datierung | Beschreibung | ID |
| --- | ----------------------------------------------------------------------------------------------- | --- | --------- | ------------ | -- |
| [[Vorlage:Bilderwunsch/code!/O:!/C:50.502106,10.829011!/D:An der Schleuse 3 an/auf der Gemarkungsgrenze zwischen Waldau und Merbelsrod; postalische Adresse unter 98553 Schleusingen / OT Waldau !!! Gemarkung Merbelsrod / Flurstück(e) 303, 304, 306/2; Gemarkung Waldau / Flur 6 / Flurstück(e) 105, 107/2, 175/1, 176, 188, 190/2 (teilweise), Mühle / Hornmühle!/\|BW]] | Mühle / Hornmühle                                                                               | An der Schleuse 3 an/auf der Gemarkungsgrenze zwischen Waldau und Merbelsrod; postalische Adresse unter 98553 Schleusingen / OT Waldau !!! Gemarkung Merbelsrod / Flurstück(e) 303, 304, 306/2; Gemarkung Waldau / Flur 6 / Flurstück(e) 105, 107/2, 175/1, 176, 188, 190/2 (teilweise) (Karte) |           |              |    |
| Direkt Bild zu diesem Denkmal hochladen | Backhaus                                                                                        | Hauptstraße o. Nr. Flur 2 / Flurstück(e) 285/108 |           |              |    |
| weitere Bilder Fotos hochladen | Kirche mit Ausstattung, Leichenhalle, Friedhof und Einfriedung / Evangelisch-lutherische Kirche | Kirchwiesenweg o. Nr.; Kirchwiesenweg Flur 1 / Flurstück(e) 502/1, 502/2, 750/502 (Karte) |           |              |    |

## Bodendenkmale

### Altendambach
| Bild                                    | Bezeichnung               | Lage | Datierung | Beschreibung | ID |
| --------------------------------------- | ------------------------- | --- | --------- | ------------ | -- |
| Direkt Bild zu diesem Denkmal hochladen | Kreuzstein                | 640 m osö der Kirche von Dambach auf Sattel zwischen den Höhen 587,2 und der ca. 500 m sw davon befindlichen Höhe 600,8 am Erlauer Berg, nahe Grenze Altendambach und Erlau Flur 1 / Flurstück(e) 693/292 |           |              |    |
| Direkt Bild zu diesem Denkmal hochladen | Steinkreuz 'Kroatenkreuz' | Wegkreuzung Rückbreche Flur 4 / Flurstück(e) 1/3; Gemarkung Eichenberg / Flur 1 / Flurstück(e) 1/2 |           |              |    |
| Direkt Bild zu diesem Denkmal hochladen | Wüstung 'Dreisbach'       | ca. 2,5 km westnordwestl. von Altendambach, ca. 500 m nordöstl. der Rückbreche Flur 4 / Flurstück(e) 5/10                                                                                                 |           |              |    |

### Breitenbach
| Bild                                    | Bezeichnung | Lage | Datierung | Beschreibung | ID |
| --------------------------------------- | ----------- | --- | --------- | ------------ | -- |
| Direkt Bild zu diesem Denkmal hochladen | Landwehr    | südlich des Ortes, nordöstlich Dorfstelle Oberdollendorf auf Höhe des Bärenkopf Flur 15 / Flurstück(e) 31, 5, 6; Gemarkung Christes / Flur 3 / Flurstück(e) 1, 8/1; Gemarkung Grumbach / Flur 7 / Flurstück(e) 40 |           |              |    |

### Hinternah
| Bild                                    | Bezeichnung | Lage | Datierung | Beschreibung | ID |
| --------------------------------------- | ----------- | --- | --------- | ------------ | -- |
| Direkt Bild zu diesem Denkmal hochladen | Steinkreuz  | Gemarkungsdreieck Hinternah / Breitenbach / Schleusingen, nördlich der Wegekreuzung, ca. 1,1 km nö der Kirche Flur 1 / Flurstück(e) 73 |           |              |    |

### Rappelsdorf
| Bild                                    | Bezeichnung             | Lage                                                        | Datierung | Beschreibung | ID |
| --------------------------------------- | ----------------------- | ----------------------------------------------------------- | --------- | ------------ | -- |
| Direkt Bild zu diesem Denkmal hochladen | Steinkreuz 'Mönchstein' | an der Schleuse bei Zollbrück Flur 4 / Flurstück(e) 574/303 |           |              |    |

### Schleusingen
| Bild                                    | Bezeichnung | Lage                                                                         | Datierung | Beschreibung | ID |
| --------------------------------------- | ----------- | ---------------------------------------------------------------------------- | --------- | ------------ | -- |
| Direkt Bild zu diesem Denkmal hochladen | Steinkreuz  | Ortsausgang nach Ratscher, gegenüber Sportplatz Flur 12 / Flurstück(e) 236/6 |           |              |    |
| Direkt Bild zu diesem Denkmal hochladen | Steinkreuz  | am Ahlstädter Berg, ca. 2,2 km nw der Stadtkirche Flur 1 / Flurstück(e) 312  |           |              |    |

### Schleusingerneundorf
| Bild                                    | Bezeichnung        | Lage                                                                                                | Datierung | Beschreibung | ID |
| --------------------------------------- | ------------------ | --------------------------------------------------------------------------------------------------- | --------- | ------------ | -- |
| Direkt Bild zu diesem Denkmal hochladen | Altstraße          | über dem Schmiedtwiesenkopf führend Flur 12 / Flurstück(e) 27/26, 52/103, 52/99                     |           |              |    |
| Direkt Bild zu diesem Denkmal hochladen | Glashüttenstandort | im oberen Ringelstal zwischen Trockenthals- und Schmiedtswiesenkopf Flur 12 / Flurstück(e) 257, 288 |           |              |    |

## Abgegangenen Einzeldenkmale
| Bild                                    | Bezeichnung                               | Lage                                                                | Datierung | Beschreibung | ID |
| --------------------------------------- | ----------------------------------------- | ------------------------------------------------------------------- | --------- | ------------ | -- |
| Direkt Bild zu diesem Denkmal hochladen | Nebengebäude, Laubengang                  | Schleusingen, Burgstraße 1                                          |           |              |    |
| Direkt Bild zu diesem Denkmal hochladen | Wohnhaus                                  | Schleusingen, Kirchstraße 1 am Spielplatz Flur 17 / Flurstück(e) 54 |           |              |    |
| Direkt Bild zu diesem Denkmal hochladen | Wohn- und Geschäftshaus                   | Schleusingen, Klosterstraße 23 Flur 16 / Flurstück(e) 67            |           |              |    |
| Direkt Bild zu diesem Denkmal hochladen | Wohnhaus mit Ausstattung und Nebengebäude | Zeile 2, 2a Flur 18 / Flurstück(e) 80                               |           |              |    |